# Umaru Bangura
Umaru Bangura (Freetown, 7 ottobre 1987) è un calciatore sierraleonese, difensore o centrocampista del Kallon e della nazionale sierraleonese.

## Carriera

### Club
Bangura ha iniziato a giocare a calcio a livello giovanile in patria, al Mighty Blackpool. Nel 2005 è passato al Watford, ma è stato mandato in prestito poiché non c'era la certezza di potergli far ottenere un permesso di lavoro. Nel 2006 ha firmato per i norvegesi dell'Hønefoss (all'epoca militanti nella 1. divisjon). Ha esordito ufficialmente per il nuovo club il 25 maggio, sostituendo Vegard Voll nel secondo tempo dell'incontro con il Sogndal, conclusosi con un pareggio per 1-1. Il 30 aprile 2008 ha realizzato la prima rete ufficiale con l'Hønefoss, siglando la marcatura del definitivo 0-4 ai danni dell'Haugesund. Nel 2009 è stato titolare nella squadra che conquistò la promozione nell'Eliteserien.
Ha esordito nella massima divisione norvegese il 14 marzo 2010, giorno della sconfitta per 2-0 in casa del Tromsø. L'11 aprile è andato a segno per la prima volta nell'Eliteserien contro il Kongsvinger, sebbene sia stata una marcatura inutile ai fini del risultato finale (l'Hønefoss è stato sconfitto in casa per 1-2).
A novembre 2010, è stato reso noto il suo passaggio all'Haugesund. È stato nominato giocatore dell'anno dello Haugesund nel 2012. Il 10 dicembre 2013 ha firmato un contratto biennale con la Dinamo Minsk, con opzione per un ulteriore anno: l'accordo sarebbe stato valido dal 1º gennaio 2014.
Il 4 agosto 2016 è passato agli svizzeri dello Zurigo, militanti in Challenge League, a cui si è legato con un contratto triennale.
Il 2 agosto 2023 è stato reso noto il suo ritorno in patria, al Kallon.

### Nazionale
Nel 2003, Bangura è stato convocato nella Sierra Leone under 17 ed ha avuto un ruolo chiave per far qualificare la sua selezione al campionato africano di categoria, disputato nello Swaziland. Ha contribuito a far arrivare la Sierra Leone fino alla finale della competizione, ma la sua squadra è stata sconfitta dal Camerun. Nonostante questo insuccesso, la Sierra Leone si è qualificata per il campionato mondiale Under-17 del 2003, in Finlandia. Bangura è stato titolare nelle tre gare del girone della sua Nazionale, che però si è classificata ultima e fu eliminata.
Per la Nazionale maggiore, ha esordito in un match valido per le qualificazioni alla Coppa delle nazioni africane 2008 tra Sierra Leone e Mali, conclusosi 0-0. È diventato un titolare della selezione, giocando anche le qualificazioni per il campionato del mondo 2010.

## Statistiche

### Presenze e reti nei club
Statistiche aggiornate al 4 agosto 2016.
| Stagione            | Club                | Campionato          | Campionato | Campionato | Coppe nazionali | Coppe nazionali | Coppe nazionali | Coppe continentali | Coppe continentali | Coppe continentali | Supercoppe | Supercoppe | Supercoppe | Totale | Totale |
| Stagione            | Club                | Comp                | Pres       | Reti       | Comp            | Pres            | Reti            | Comp               | Pres               | Reti               | Comp       | Pres       | Reti       | Pres   | Reti   |
| ------------------- | ------------------- | ------------------- | ---------- | ---------- | --------------- | --------------- | --------------- | ------------------ | ------------------ | ------------------ | ---------- | ---------- | ---------- | ------ | ------ |
| 2006                | Hønefoss            | 1D                  | 15         | 0          | CN              | 0               | 0               | -                  | -                  | -                  | -          | -          | -          | 15     | 0      |
| 2007                | Hønefoss            | 1D                  | 23         | 0          | CN              | 0               | 0               | -                  | -                  | -                  | -          | -          | -          | 23     | 0      |
| 2008                | Hønefoss            | 1D                  | 27         | 2          | CN              | 0               | 0               | -                  | -                  | -                  | -          | -          | -          | 27     | 2      |
| 2009                | Hønefoss            | 1D                  | 29+3       | 3+0        | CN              | 1               | 0               | -                  | -                  | -                  | -          | -          | -          | 33     | 2      |
| 2010                | Hønefoss            | ES                  | 29         | 2          | CN              | 4               | 1               | -                  | -                  | -                  | -          | -          | -          | 33     | 3      |
| Totale Hønefoss     | Totale Hønefoss     | Totale Hønefoss     | 123+3      | 7          |                 | 5               | 1               |                    | -                  | -                  |            | -          | -          | 131    | 8      |
| 2011                | Haugesund           | ES                  | 24         | 1          | CN              | 4               | 0               | -                  | -                  | -                  | -          | -          | -          | 28     | 1      |
| 2012                | Haugesund           | ES                  | 29         | 0          | CN              | 1               | 0               | -                  | -                  | -                  | -          | -          | -          | 30     | 0      |
| 2013                | Haugesund           | ES                  | 28         | 0          | CN              | 4               | 0               | -                  | -                  | -                  | -          | -          | -          | 32     | 0      |
| Totale Haugesund    | Totale Haugesund    | Totale Haugesund    | 81         | 1          |                 | 9               | 0               |                    | -                  | -                  |            | -          | -          | 90     | 1      |
| 2014                | Dinamo Minsk        | VL                  | 23         | 0          | CB              | 3               | 0               | UEL                | 7                  | 0                  | -          | -          | -          | 33     | 0      |
| 2015                | Dinamo Minsk        | VL                  | 22         | 0          | CB              | 4               | 0               | UEL                | 12                 | 0                  | -          | -          | -          | 38     | 0      |
| gen.-ago. 2016      | Dinamo Minsk        | VL                  | 13         | 0          | CB              | 0               | 0               | UEL                | 0                  | 0                  | -          | -          | -          | 13     | 0      |
| Totale Dinamo Minsk | Totale Dinamo Minsk | Totale Dinamo Minsk | 58         | 0          |                 | 7               | 0               |                    | 19                 | 0                  |            | -          | -          | 84     | 0      |
| ago. 2016-2017      | Zurigo              | ChL                 | 0          | 0          | CS              | 0               | 0               | UEL                | 0                  | 0                  | -          | -          | -          | 0      | 0      |
| Totale              | Totale              | Totale              | 262+3      | 8+0        |                 | 21              | 1               |                    | 19                 | 0                  |            | -          | -          | 305    | 9      |

### Cronologia presenze e reti in nazionale
| Cronologia completa delle presenze e delle reti in nazionale ― Sierra Leone | Cronologia completa delle presenze e delle reti in nazionale ― Sierra Leone | Cronologia completa delle presenze e delle reti in nazionale ― Sierra Leone | Cronologia completa delle presenze e delle reti in nazionale ― Sierra Leone | Cronologia completa delle presenze e delle reti in nazionale ― Sierra Leone | Cronologia completa delle presenze e delle reti in nazionale ― Sierra Leone | Cronologia completa delle presenze e delle reti in nazionale ― Sierra Leone | Cronologia completa delle presenze e delle reti in nazionale ― Sierra Leone |
| Data                                                                        | Città                                                                       | In casa                                                                     | Risultato                                                                   | Ospiti                                                                      | Competizione                                                                | Reti                                                                        | Note                                                                        |
| --------------------------------------------------------------------------- | --------------------------------------------------------------------------- | --------------------------------------------------------------------------- | --------------------------------------------------------------------------- | --------------------------------------------------------------------------- | --------------------------------------------------------------------------- | --------------------------------------------------------------------------- | --------------------------------------------------------------------------- |
| 11-1-2022                                                                   | Douala                                                                      | Algeria                                                                     | 0 – 0                                                                       | Sierra Leone                                                                | Coppa d'Africa 2021 - 1º turno                                              | -                                                                           | cap. 78’                                                                    |
| 16-1-2022                                                                   | Douala                                                                      | Costa d'Avorio                                                              | 2 – 2                                                                       | Sierra Leone                                                                | Coppa d'Africa 2021 - 1º turno                                              | -                                                                           | cap.                                                                        |
| 20-1-2022                                                                   | Limbe                                                                       | Sierra Leone                                                                | 0 – 1                                                                       | Guinea Equatoriale                                                          | Coppa d'Africa 2021 - 1º turno                                              | -                                                                           | cap.                                                                        |
| Totale                                                                      |                                                                             | Presenze                                                                    | 3                                                                           |                                                                             | Reti                                                                        | 0                                                                           |                                                                             |

## Palmarès

### Club

#### Competizioni nazionali
- 1. divisjon: 1

Honefoss: 2011
- Challenge League: 1

Zurigo: 2016-2017
- Coppa Svizzera: 1

Zurigo: 2017-2018